# Andrés Mata (poeta)
Andrés Mata (Carúpano, Venezuela, 10 de noviembre de 1870 - París, 18 de noviembre de 1931) fue un poeta, escritor y periodista venezolano. Se le considera como un poeta de tendencia modernista que no ha abandonado por completo el Romanticismo.

## Vida
Hijo de doña Cruz Mata y de José Loreto Arismendi, nació en Carúpano en el seno de una familia pobre que le impulsó a trabajar desde muy niño. Su actividad periodística fue tan precoz como la poética. Desde julio de 1882, con apenas doce años de edad, ingresaba a La Avispa, semanario carupanero.
El primer intento de Mata por realizar su ímpetu de crear un periódico tuvo lugar en su ciudad natal donde funda, en 1885, El Día. El salto al periodismo central, en la capital, ocurre en 1886 cuando a sus 16 años publica en La Opinión el poema titulado «J. A. Pérez Bonalde». Su llegada a Caracas significó un compromiso político que lo llevó a acompañar en el exilio a Juan Pablo Rojas Paúl rumbo a Curazao y a República Dominicana. Aquí Andrés Mata asumió la jefatura de la Redacción de El Listín Diario.
A su regreso en Venezuela, en 1895, se incorpora al plantel de El Cojo Ilustrado y empieza a entregar sus colaboraciones para la revista Cosmópolis. Su talento como poeta y su dedicación al periodismo lo llevan a ocupar un sillón de la Academia Nacional de la Historia de Venezuela, siendo nombrado Individuo de Número en 1904. Cuatro años después se le otorgaría el mismo rango en la Academia Venezolana correspondiente a la Real Española.
Su perseverancia y valor lo impulsan a fundar el diario El Universal el 1 de abril de 1909, acompañado de su amigo Andrés Vigas. Fundador y director de un medio que continúa siendo importante emblema del periodismo en la actualidad, Andrés Mata comparte una vez más los desafíos comunicacionales con el oficio de ser poeta. Dedicado a sus funciones como académico, editor y poeta, Mata participa de la política como parlamentario y desempeña tareas diplomáticas como cónsul en Génova, en Málaga y ante la Santa Sede. Muere en París el 18 de noviembre de 1931.

## Obra literaria
- Pentélicas (1896)
- Idilio Trágico (1898)